# Ninja Gaiden (arcade)
Ninja Gaiden, lançado no Japão como Ninja Ryūkenden (忍者龍剣伝, lit A lenda da espada do dragão) é o primeiro jogo de  toda a série Ninja Gaiden, lançado para arcade em 1988. É conhecido também como Shadow Warriors na Europa.

## Enredo
O jogo apresenta a aventura de um ninja solitário (nomeado nos jogos posteriores como Ryu Hayabusa) que cruza os Estados Unidos com a missão de derrotar um fictício descendente
de Nostradamus chamado Bledadamus (chefe final do jogo), que tem o maligno plano de destruir o mundo a fim de realizar as profecias de fim do mundo de seu ancestral.

## Jogabilidade
O jogador controla um ninja com um traje azul (laranja, caso jogue no segundo controle) que ataca inimigos usando combinações de socos e chutes. Também pode usar sua espada (a única arma do jogo), por um limitado tempo. A primeira fase do jogo é quase idêntica a fase inicial do jogo Ninja Gaiden feito para o console NES.

## Trilha sonora
A música apresentada como tema dos chefes da segunda e quinta fase tem grande semelhança com a música Iron Man, do grupo Black Sabbath. Devido a essa semelhança, a música foi removida em lançamentos mais recentes do jogo, como em 2005, quando este jogo foi lançado como um complemento (bônus) do jogo Ninja Gaiden Black (para o console XBOX).